# Minimalismo
A palavra minimalismo se refere a uma série de movimentos artísticos, culturais e científicos que percorreram diversos momentos do século XX e preocuparam-se em fazer uso de poucos elementos fundamentais como base de expressão. Os movimentos minimalistas possuem grande influência nas artes visuais, no design, na música e na própria tecnologia. O termo pode ser usado para descrever as peças de Samuel Beckett, os filmes de Robert Bresson, os contos de Raymond Carver, os projetos automobilísticos de Colin Chapman e até mesmo a linha teórica adotada pela gramática gerativa desde o fim do século XX.

## Minimalismo nas artes plásticas
O minimalismo nas artes plásticas surge após o ápice do expressionismo abstrato nos Estados Unidos, movimento esse que marcou a mudança do eixo artístico mundial da Europa para os Estados Unidos. Contrapondo-se a esse movimento, o minimalismo procurava através da redução formal e da produção de objetos em série, que se transmitisse ao observador uma percepção fenomenológica nova do ambiente onde se inseriam. Exemplo desse projeto estaria nas obras de Dan Flavin, que através de tubos luminosos modifica o ambiente da galeria.
O caráter geométrico demonstra forte influência construtivista, e a limpeza formal — influência de Brancusi. Mas o intuito dos artistas minimalistas difere radicalmente de ambos os casos. Primeiramente por negar a arte cartesiana europeia, para esse viés fenomenólogo que assume, depois por quebrar as barreiras até então presentes entre pintura e escultura.

## Influências
(Influências: Construtivismo Russo, Vanguarda russa, Modernismo) 
Primeiramente a decomposição e recomposição formal em que os maiores contribuintes foram provavelmente os construtivistas romenos e russos e o escultor Constantin Brâncuşi.
Os construtivistas, através da experimentação formal, procuravam uma linguagem universal da arte, passível de ser absorvida por toda a humanidade.
Durante a primeira fase da Revolução Russa, este novo projeto de arte foi considerado matéria de Estado: a criação de uma sociedade de vanguarda dependeria de uma cultura de vanguarda. Este projeto também pode ter ido de encontro às necessidades de rápida industrialização do país. O trabalho de Brâncuşi envolvia muito mais a busca de uma pureza da forma e abria caminho para as várias abstrações que estariam por vir, como o minimalismo.
Neste primeiro momento também se inserem os movimentos abstratos (especialmente o geométrico) de uma maneira geral.

## Minimalismo como movimento (década de 1960)

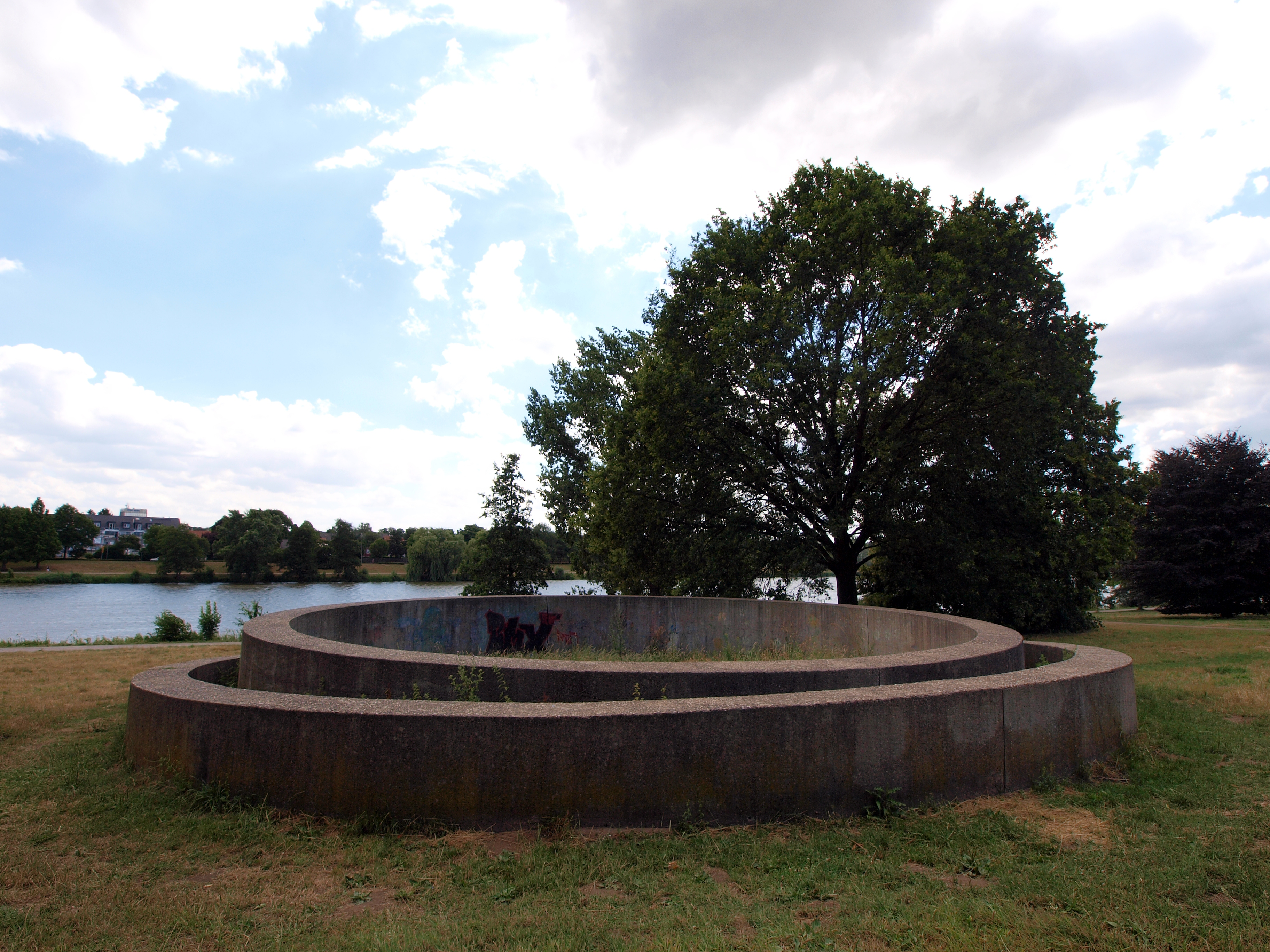
Escultura de Donald Judd em Münster, Alemanha

O minimalismo propriamente dito surgiu de artistas como Sol LeWitt, Frank Stella, Donald Judd e Robert Smithson. Muitos outros artistas contribuíram de maneira importante ao movimento, entretanto, estes parecem exemplificá-lo em suas diversas áreas.
A produção destes artistas, em geral, tendia a ultrapassar os conceitos tradicionais sobre a necessidade do suporte: procuravam estudar as possibilidades estéticas de composição não através de pinturas ou esculturas, mas a partir de estruturas bi ou tridimensionais que podem ser chamadas de "objetos" (ou ainda, "não-objetos", dada a sua inutilidade) e eventualmente de instalações. Desta forma, não se submetiam à limitação que se fazia entre o campo da pintura e o campo da escultura, indo além destes conceitos.
Também notáveis são os pós-minimalistas, incluindo Martin Puryear, Tyrone Mirchell, Melvin Edwards e Joel Shapiro. O ponto chave do pós-minimalismo são as freqüentes referências distintas aos objetos sem representação direta. Isto tem se tornado uma linha predominante na escultura moderna.

## Design minimalista
Mesmo com certas divergências, o design minimalista, surgido na década de 80, pode ser tido como uma reação aos movimentos pós-modernos no design, como os grupos Memphis e Alchymia. Contrapondo-se à grande variação cromática, formal e simbólica presente nos objetos projetados por ambos os grupos, o design minimalista acaba por criar produtos baseados numa redução formal extremamente forte e no uso de cores neutras (ou mesmo ausência de cores). 

No entanto, ao tratar o projeto apenas como antítese ao design pós-moderno, muitos designers minimalistas acabaram por abrir mão de aspectos, por exemplo, ergonômicos em prol da redução visual do produto. Podemos verificar tais características, por exemplo, nos projetos do também artista Donald Judd, ou primeiros trabalhos de Philippe Starck, do grupo Zeus, Shiro Kuramata, John Pawson, etc.

E aqui pode-se encontrar um ponto que o coloca como diametralmente oposto ao design funcionalista, e aproximando-o daqueles a que inicialmente havia se contraposto: a maior preocupação formal do que projetual traz o design minimalista para o grupo do design pós-moderno na medida em que abre mão de ideais ditos modernos para uma adequação ao gosto individual, como o que fizeram Memphis e Alchymia. Ao contrário do movimento Funcionalista alemão, que procurava a partir do bom projeto levar à maior parte das pessoas clareza cognitiva e ergonômica nos produtos, o design minimalista acabou focado em uma parcela da população, chamada de Yuppies, ou novos ricos, que a partir do despojamento formal de seus objetos, pretendiam expor sua riqueza.

## Música minimalista
Na música clássica das últimas três décadas o termo minimalismo foi usado para eventualmente se referir à produção musical que reúne as seguintes características: repetição (frequentemente de pequenos trechos, com pequenas variações através de grandes períodos de tempo) ou estaticidade (na forma de tons executados durante um longo tempo); ritmos quase hipnóticos. É frequentemente associada (e inseparável) da composição na música eletrônica, música psicodélica ou até mesmo no punk rock.
É preciso notar que o que é chamado de movimento minimalista na música tem uma pequena (às vezes ocasional) relação com o mesmo movimento nas artes plásticas. Esta conexão é provavelmente uma das razões que fazem com que compositores chamados minimalistas não se sintam à vontade com o termo. Philip Glass (talvez o mais popular compositor entre aqueles chamados minimalistas), cujo grupo inicialmente apresentou-se em galerias de arte nas quais seus amigos (artistas minimalistas) expunham, chegou a dizer que "Aquela palavra [minimalismo] deveria ser extinta" (That word should be stamped out!). Além de Glass, Steve Reich, Arvo Part, Yann Tiersen, John Coolidge Adams e Wim Mertens sem esquecer de Erik Satie, são os mais famosos compositores minimalistas.

## Literatura minimalista
A literatura minimalista é caracterizada pela economia de palavras. Os autores minimalistas evitam advérbios e preferem sugerir contextos a ditar significados. Espera-se dos leitores uma participação ativa na criação da história, pois eles devem “escolher um lado” baseados em dicas e insinuações, em vez de representações diretas. Os personagens de histórias minimalistas tendem a ser banais — comuns — inexpressivas, nunca famosos detetives ou ricos fabulosos. As histórias são pedaços da vida.
A raiz da literatura minimalista americana é o trabalho de Ernest Hemingway, e um dos melhores exemplos desse estilo é o seu "Hills Like White Elephants". Como Hemingway nunca descreve a entonação que a personagem assume quando fala, o leitor é forçado a interpretá-la baseado na resposta. Além disso, apesar da paisagem ser parte integrante de uma história, ela nunca é explicitada no minimalismo.
O nome mais associado a literatura minimalista, entretanto, é o do norte-americano Raymond Carver. Em contos de pouquíssimas linhas o autor procura captar a vida através de ângulos e personagens simples, inesperadamente transformados em figuras e fatos insólitos, misteriosos, mentirosos.
No Brasil tem crescido muito a produção de minicontos (ou microcontos) — gênero associado ao minimalismo. Nesse sentido a obra Ah, é?, publicada por Dalton Trevisan em 1994, é considerada obra-prima do estilo minimalista.
Em 2004 o escritor Marcelino Freire resolve radicalizar e lança o livro Os Cem Menores Contos Brasileiros do Século, em que convida cem autores para escrever histórias de até 50 letras (sem contar título e pontuação). No ano seguinte, a Editora Casa Verde leva a ideia para o Rio Grande do Sul, lança o Contos de Bolso, e desta obra surge o que talvez seja o menor conto já produzido em Língua Portuguesa, de Luís Dill: Aventura Nasceu.

## Minimalismo na linguística
Movido, principalmente, por questões ligadas à evolução da linguagem na espécie humana, Noam Chomsky lança, em 1995, um programa de pesquisa em linguística chamado Programa Minimalista. Essa versão da gramática gerativa chomskyana tem como fundamento o uso de um mínimo de ferramentas teóricas para explicar a formação (i.e. geração) de sentenças gramaticais nas línguas naturais. 
Dispensa-se, no minimalismo linguístico, todo elemento gramatical, lexical ou teórico que não seja indispensável para a geração de sentenças. A versão mais extrema do minimalismo na sintaxe postula que existam apenas itens lexicais e funcionais (sintáticos) e uma operação recursiva que conecta essas elementos formando frases maiores. Essa operação é conhecida como MERGE. Para explicar os fenômenos de deslocamento (como o movimento de palavras-QU como "quem", "quando", etc. para o início das sentenças em interrogativas), é necessário assumir também uma operação que produz uma cópia dos itens lexicais disponíveis. 
Essa operação se chama COPY. Idealmente, MERGE e COPY deveriam ser as únicas operações sintáticas disponíveis ao sistema computacional que gera as sentenças usadas por nós humanos. Somente assim, poder-se-ia explicar o surgimento da linguagem nos antepassados do homo-sapiens, sem que se evoque a intervenção divina. 

## Minimalismo e Estatística
A ideia de minimalismo, amplamente difundida nas artes, na arquitetura e no estilo de vida, também encontra paralelos conceituais na Estatística. O princípio de "menos é mais" pode ser observado na busca por modelos mais simples, estimadores mais eficientes e informações mais homogêneas dentro da análise estatística.
Na Estatística, a eficiência de um estimador é uma propriedade desejável, pois indica menor variabilidade em torno do valor verdadeiro de um parâmetro. Estimadores eficientes são aqueles que apresentam variância mínima entre todos os estimadores não viciados disponíveis para um dado parâmetro, conforme o critério de Cramér-Rao. Em termos minimalistas, um estimador eficiente "faz mais com menos": ele resume a informação dos dados de forma enxuta, sem desperdício de variabilidade — captando a essência da amostra com máxima precisão. Assim, um estimador eficiente é, por natureza, minimalista.
Além disso, a homogeneidade nos dados — ou seja, menor dispersão — é frequentemente associada a maior precisão e qualidade informacional. Dados homogêneos refletem sistemas mais estáveis e, muitas vezes, permitem conclusões mais claras e robustas. Dessa forma, um conjunto de dados com baixa variabilidade está alinhado à filosofia minimalista de evitar o excesso e o ruído.
Na prática estatística, essa busca pela essência se manifesta em dois grandes ramos:
- Análise descritiva, que tem como objetivo identificar e quantificar a variabilidade nos dados. Ferramentas como boxplots, histogramas, desvio padrão, variância, amplitude e o intervalo interquartil (IQR) ajudam a medir e visualizar o grau de dispersão presente, permitindo distinguir o essencial do acessório.[3]

- Análise inferencial, que se ocupa de quantificar a precisão das estimativas, utilizando conceitos como intervalo de confiança, erro padrão, testes de hipótese, distribuições estatísticas e análise de variância (ANOVA). Todos esses procedimentos avaliam a confiabilidade das conclusões obtidas a partir de uma amostra — valorizando modelos mais precisos e parcimoniosos, o que reforça a estética da simplicidade.[4]

Em síntese, a estatística valoriza a clareza, a precisão e a eficiência. Ela rejeita o excesso de variabilidade e prioriza modelos enxutos, que revelam o essencial dos dados sem ruído ou complexidade desnecessária — um verdadeiro reflexo do ideal minimalista aplicado à ciência dos dados.

### Bibliográficas
- BATCHELOR, David; Minimalismo; São Paulo: Editora Cosac e Naify, 1991. ISBN 85-86374-28-8
- ARGAN, Giulio Carlo; Arte moderna; São Paulo: Companhia das Letras, 1992. ISBN 85-7164-251-6
- MARZONA, Daniel; Minimal Art; Taschen, 2005.
- BERTONI, Franco; Minimalist Design; Switzerland: Birkhäuser, 2004.
- BATTCOCK, Gregory; Minimal Art: A Critical Anthology; California: University of California Press, 1995.
- LUCIE-SMITH,Edward; Os Movimentos Artísticos a Partir de 1945; São Paulo: Editora Martins Fontes, 2006. ISBN 8533623127
- CHOMSKY, Noan; The Minimalist Program. MIT Press, 1995.

1. ↑  CASSELL, D. L. A Gentle Introduction to Efficient Estimation. SAS Institute, 2002.
2. ↑  MONTGOMERY, D. C.; RUNGER, G. C. Estatística Aplicada e Probabilidade para Engenheiros. 7. ed. LTC, 2018.
3. ↑  TRIOLA, M. F. Introdução à Estatística. 12. ed. Pearson, 2017.
4. ↑  WASSERMAN, L. All of Statistics: A Concise Course in Statistical Inference. Springer, 2004.